# らんま1/2
『らんま1/2』（らんまにぶんのいち、ラテン文字表記: Ranma 1/2）は、高橋留美子による日本の漫画。『週刊少年サンデー』（小学館）において連載されていた『うる星やつら』の次作であり、1987年36号から1996年12号まで連載された。また2002年から2003年にかけて新装版が、2017年から2018年にかけて少年サンデースペシャル版がそれぞれ出版された。
作品の特徴は、水をかぶると女になってしまう高校生格闘家・早乙女乱馬とその許婚・天道あかねの交流を軸に家族・友人を巻き込んだドタバタ騒動の日常を描いたラブコメを基調としながら基本的には中長編で展開されつつ、格闘シーンに富んでいることである。
単行本は2007年現在、少なくとも22カ国・地域で19言語版が出版されている。ノルウェー語訳・ロシア語訳された初の日本漫画でもある（タイトルはそれぞれ"Ranma1/2”、"Ранма1/2"）。1996年には、小学館で『少年サンデーグラフィック らんま1/2メモリアル・ブック』が刊行された。また2021年6月時点で単行本の累計発行部数は5500万部を突破しており、世代をまたがり根強いファンを持つ高橋留美子の代表作となっている。
メディアミックスとして、1989年にはフジテレビでテレビアニメ化され、その後劇場版やオリジナルビデオアニメ（OVA）版、オリジナルストーリーでの実写テレビドラマ化、ゲーム化もされた。また本作では声優がキャラクター名義で多数の楽曲をCDでリリースし、1990年には第5回日本ゴールドディスク大賞アルバム賞アニメ部門を受賞した。2024年には完全新作となるテレビアニメの第1期が放送された。

## あらすじ
早乙女乱馬は、幼少の頃より無差別格闘流の修行に励む高校生。ある時、修行のため中国へ渡ったが、父・早乙女玄馬と共に悲劇的伝説が伝わる泉が多く湧く修行場「呪泉郷」で稽古中に、父の玄馬は熊猫溺泉（ションマオ・ニーチュアン、パンダが溺れた泉）に、乱馬は娘溺泉（ニャン・ニーチュアン、若い娘が溺れた泉）に落ち、それぞれ水をかぶるとパンダと女の子になり、お湯をかぶると元の姿に戻るという変身体質を背負ってしまった。
中国での修行を終え、日本（東京都練馬区）に帰国した後、乱馬は玄馬から、友人である天道早雲の娘と自分が許嫁であると聞かされる。嫌がる乱馬を無理矢理天道家へ連れて行った玄馬だが、早雲の前に現れた2人はパンダと女の子の姿だったため、娘を乱馬と結婚させて乱馬に自身が経営する天道道場を継いでもらうことを夢見ていた早雲は、乱馬を女の子だと思い込んでショックを受ける。
一方、父と同様に乱馬を女の子だと思い道場に誘った天道家の三女天道あかねは、乱馬と手合わせをし仲良くなった。その日の夜、乱馬は風呂を勧められしぶしぶ入浴する。湯に浸かると変身が解けてしまうため、男に戻って風呂から出るか女のまま出るか悩んだ末に、男の姿で風呂から出ようとした乱馬だったが、あろうことかそこで風呂に入ってきたあかねとお互い裸のまま出くわしてしまう。
事情を知った早雲は乱馬が男であったことを喜び、長女天道かすみと次女天道なびき、あかねの中から好きな娘を選ぶようにと薦めるが、かすみとなびきは「乱馬くんは半分女の子だから男嫌いであるあかねが適任だ」と勝手に決めつけ、乱馬の許婚はあかねに決まってしまう。だがあかねは風呂での一件で乱馬を変態呼ばわりして激しく拒否し、一方の乱馬も理不尽に変態と言われたことに対して怒り、2人は互いに対立する。
その後、早乙女親子はしばらく天道家に居候することになり、乱馬はあかねと同じ風林館高校に通うこととなる。こうして、恋や格闘、そして乱馬の変身体質による周囲の混乱で騒々しい日常生活が始まるのであった。

## 作風
物語は主人公の乱馬を中心に、許婚のあかねや天道家の住人、乱馬のライバルたちを巻き込んでの格闘物からコメディー、学園、季節のイベントごとが中心となる。基本的には格闘ものとそうではない話が交互に展開され、物語のコンセプトでもある呪泉郷絡みの長編がそれに交わる形となる。長編では必ず乱馬たちと敵対する強敵が登場するが、強さのバランスを考慮してか、八宝斎とコロンは不在だったり戦線に立たないよう工夫がなされている。

### 呪泉郷
呪泉郷（チョウチュアンシアン、じゅせんきょう）とは、中国にあるとされる作中に登場する修行場。100以上の沢山の泉があり、いくつかの泉には足場にも利用される長い竹が立ててある。一つ一つの泉に悲劇的伝説から生まれた呪いがあり、泉で溺れると、最初にその泉で溺れた者の姿となる。それ以降、水に濡れると変身し、湯をかぶると元に戻る体質となる。この作品の根幹となる設定の一つであり、主要登場人物の何人かは呪泉郷の泉で溺れ、変身体質となる呪いにかかっている。

## 制作背景
本作について高橋は、「前作『うる星やつら』のアニメ化以降、女の子からのファンレターが増えて嬉しかったので、新連載では読者層を広げようと考えて企画を立てた」と語り、「うる星とはちょっと違うノリの学園物がやりたいとか、性の入れかわりとか、いくつか描きたいものが明確にあったので、それらを全部ぶち込んで描いたようなところもあった」とインタビューで語っている。ボーダレスなキャラを主人公にし、水とお湯で性が変わる設定を思いついたあとで、その原因としての「呪いの泉」を考え、そんなものが現代でもあるのは中国しかないだろうと構想が進み、それにあわせて中国の女の子っぽいヒロインの造形を考えたと述べている。性転換の設定については「男でも女でもある主人公なら、男の子も女の子もたくさん描けると思ったから。男女両方描けるって、とても楽しいし、絵的に飽きが来ない」とし、それまでの多くの作品は性の目覚めがテーマになっていたりするが、高橋の場合は別に性の目覚めを描きたいわけでなく、変幻自在なキャラクターの格闘を描きたかったので、（女らんまは）あっけらかんとして、服がはだけてもかまわずにバトルに勝つほうを優先するキャラにしたという。乱馬と天道あかねの関係については「（『うる星』の）追いかけっこじゃなくて、お互い対等な立場でガンガンぶつかっていく」関係を描きたかったと語っている。作品中のコミカルな拳法は一連のジャッキー・チェンの映画の影響、必殺技については車田正美へのオマージュとしている。『うる星やつら』同様に日常がループするスタイルについては、藤子・F・不二雄の作品からの影響が大きいと述べ、編集部からは、引きを多用して「ラスボス的なキャラを出せとよく言われていましたが、そういうバトル漫画を描きたかったわけじゃないから困りました（笑）」と語っている。

## 書誌情報

### 単行本
- 高橋留美子 『らんま1/2』 小学館〈少年サンデーコミックス〉、全38巻
  1. 1988年4月15日初版第1刷発行、ISBN 4-09-122031-2
  2. 1988年5月15日初版第1刷発行、ISBN 4-09-122032-0
  3. 1988年7月15日初版第1刷発行、ISBN 4-09-122033-9
  4. 1988年9月15日初版第1刷発行、ISBN 4-09-122034-7
  5. 1988年11月15日初版第1刷発行、ISBN 4-09-122035-5
  6. 1989年1月15日初版第1刷発行、ISBN 4-09-122036-3
  7. 1989年6月15日初版第1刷発行、ISBN 4-09-122037-1
  8. 1989年9月15日初版第1刷発行、ISBN 4-09-122038-X
  9. 1989年12月15日初版第1刷発行、ISBN 4-09-122039-8
  10. 1990年4月15日初版第1刷発行、ISBN 4-09-122040-1
  11. 1990年6月15日初版第1刷発行、ISBN 4-09-122431-8
  12. 1990年8月15日初版第1刷発行、ISBN 4-09-122432-6
  13. 1990年12月15日初版第1刷発行、ISBN 4-09-122433-4
  14. 1991年5月15日初版第1刷発行、ISBN 4-09-122434-2
  15. 1991年6月15日初版第1刷発行、ISBN 4-09-122435-0
  16. 1991年8月15日初版第1刷発行、ISBN 4-09-122436-9
  17. 1991年11月15日初版第1刷発行、ISBN 4-09-122437-7
  18. 1992年1月15日初版第1刷発行、ISBN 4-09-122438-5
  19. 1992年4月15日初版第1刷発行、ISBN 4-09-122439-3
  20. 1992年7月15日初版第1刷発行、ISBN 4-09-122440-7
  21. 1992年8月15日初版第1刷発行、ISBN 4-09-123091-1
  22. 1992年10月15日初版第1刷発行、ISBN 4-09-123092-X
  23. 1993年1月15日初版第1刷発行、ISBN 4-09-123093-8
  24. 1993年4月15日初版第1刷発行、ISBN 4-09-123094-6
  25. 1993年7月15日初版第1刷発行、ISBN 4-09-123095-4
  26. 1993年10月15日初版第1刷発行、ISBN 4-09-123096-2
  27. 1994年1月15日初版第1刷発行、ISBN 4-09-123097-0
  28. 1994年4月15日初版第1刷発行、ISBN 4-09-123098-9
  29. 1994年7月15日初版第1刷発行、ISBN 4-09-123099-7
  30. 1994年9月15日初版第1刷発行、ISBN 4-09-123100-4
  31. 1994年12月15日初版第1刷発行、ISBN 4-09-123461-5
  32. 1995年3月15日初版第1刷発行、ISBN 4-09-123462-3
  33. 1995年6月15日初版第1刷発行、ISBN 4-09-123463-1
  34. 1995年8月15日初版第1刷発行、ISBN 4-09-123464-X
  35. 1995年11月15日初版第1刷発行、ISBN 4-09-123465-8
  36. 1996年2月15日初版第1刷発行、ISBN 4-09-123466-6
  37. 1996年5月15日初版第1刷発行、ISBN 4-09-123467-4
  38. 1996年6月15日初版第1刷発行、ISBN 4-09-123468-2

### 新装版
- 高橋留美子 『らんま1/2〔新装版〕』 小学館〈少年サンデーコミックス〉、全38巻
  1. 2002年4月18日発売[6]、ISBN 4-09-126501-4
  2. 2002年4月18日発売[7]、ISBN 4-09-126502-2
  3. 2002年4月18日発売[8]、ISBN 4-09-126503-0
  4. 2002年5月18日発売[9]、ISBN 4-09-126504-9
  5. 2002年5月18日発売[10]、ISBN 4-09-126505-7
  6. 2002年6月18日発売[11]、ISBN 4-09-126506-5
  7. 2002年6月18日発売[12]、ISBN 4-09-126507-3
  8. 2002年7月18日発売[13]、ISBN 4-09-126508-1
  9. 2002年7月18日発売[14]、ISBN 4-09-126509-X
  10. 2002年8月9日発売[15]、ISBN 4-09-126510-3
  11. 2002年8月9日発売[16]、ISBN 4-09-126511-1
  12. 2002年9月18日発売[17]、ISBN 4-09-126512-X
  13. 2002年9月18日発売[18]、ISBN 4-09-126513-8
  14. 2002年10月18日発売[19]、ISBN 4-09-126514-6
  15. 2002年10月18日発売[20]、ISBN 4-09-126515-4
  16. 2002年11月18日発売[21]、ISBN 4-09-126516-2
  17. 2002年11月18日発売[22]、ISBN 4-09-126517-0
  18. 2002年12月18日発売[23]、ISBN 4-09-126518-9
  19. 2002年12月18日発売[24]、ISBN 4-09-126519-7
  20. 2003年1月18日発売[25]、ISBN 4-09-126520-0
  21. 2003年1月18日発売[26]、ISBN 4-09-126521-9
  22. 2003年2月18日発売[27]、ISBN 4-09-126522-7
  23. 2003年2月18日発売[28]、ISBN 4-09-126523-5
  24. 2003年3月18日発売[29]、ISBN 4-09-126524-3
  25. 2003年3月18日発売[30]、ISBN 4-09-126525-1
  26. 2003年4月18日発売[31]、ISBN 4-09-126526-X
  27. 2003年4月18日発売[32]、ISBN 4-09-126527-8
  28. 2003年5月17日発売[33]、ISBN 4-09-126528-6
  29. 2003年5月17日発売[34]、ISBN 4-09-126529-4
  30. 2003年6月18日発売[35]、ISBN 4-09-126530-8
  31. 2003年6月18日発売[36]、ISBN 4-09-126531-6
  32. 2003年7月18日発売[37]、ISBN 4-09-126532-4
  33. 2003年7月18日発売[38]、ISBN 4-09-126533-2
  34. 2003年8月8日発売[39]、ISBN 4-09-126534-0
  35. 2003年8月8日発売[40]、ISBN 4-09-126535-9
  36. 2003年9月18日発売[41]、ISBN 4-09-126536-7
  37. 2003年9月18日発売[42]、ISBN 4-09-126537-5
  38. 2003年10月18日発売[43]、ISBN 4-09-126538-3

### 少年サンデースペシャル版
- 高橋留美子 『らんま1/2』 小学館〈少年サンデーコミックススペシャル〉、全20巻
  1. 2016年7月15日発売[44]、ISBN 978-4-09-127270-6
  2. 2016年7月15日発売[45]、ISBN 978-4-09-127275-1
  3. 2016年8月18日発売[46]、ISBN 978-4-09-127276-8
  4. 2016年9月16日発売[47]、ISBN 978-4-09-127277-5
  5. 2016年10月18日発売[48]、ISBN 978-4-09-127278-2
  6. 2016年11月18日発売[49]、ISBN 978-4-09-127279-9
  7. 2016年12月16日発売[50]、ISBN 978-4-09-127280-5
  8. 2017年1月18日発売[51]、ISBN 978-4-09-127284-3
  9. 2017年2月17日発売[52]、ISBN 978-4-09-127285-0
  10. 2017年3月17日発売[53]、ISBN 978-4-09-127286-7
  11. 2017年4月18日発売[54]、ISBN 978-4-09-127287-4
  12. 2017年5月18日発売[55]、ISBN 978-4-09-127288-1
  13. 2017年6月16日発売[56]、ISBN 978-4-09-127289-8
  14. 2017年7月18日発売[57]、ISBN 978-4-09-127290-4
  15. 2017年8月18日発売[58]、ISBN 978-4-09-127294-2
  16. 2016年9月15日発売[59]、ISBN 978-4-09-127295-9
  17. 2017年10月18日発売[60]、ISBN 978-4-09-127296-6
  18. 2017年11月17日発売[61]、ISBN 978-4-09-127297-3
  19. 2017年12月18日発売[62]、ISBN 978-4-09-127298-0
  20. 2018年1月18日発売[63]、ISBN 978-4-09-127299-7

#### イラスト・ムック
- 『らんま1/2 メモリアル・ブック』小学館〈少年サンデーグラフィック〉、1996年5月／復刻版2024年11月。ISBN 978-4-09-199086-0

## アニメ（1989年版）
初代テレビシリーズは原作22巻の乱馬の母が登場するエピソードまで、OVAや劇場版を含めると、原作34巻までの一部の内容まで制作された。ここでは一連のアニメ作品を「1989年版」とする。
山口勝平の初主演作品であり、本人曰く「右も左も分からない状況で、とにかく一生懸命乱馬役を没頭して演じた」「声優として形が出来ていなかったため、第1話と最終話では演じ方がまったく違う」とのこと。原作者の高橋は山口の演技力を高く評価しており、彼女の推薦により次作『犬夜叉』でも主人公・犬夜叉を演じることとなった。他にも本作で出演した多数の声優陣が同作に出演している。
本作品では原作の最終回が制作されていない。これに関して、キッズステーションで2001年11月23日にOVAシリーズが一挙放送された際に山口勝平と日髙のり子が解説者として出演したが、その際に「完結編を作って欲しい」とコメントしている。

### テレビアニメ（1989年版）
同じ高橋留美子原作の『うる星やつら』（1981年版）後半や『めぞん一刻』の流れを汲み、キティ・フィルムとスタジオディーンによって制作され、前2作品同様にフジテレビ系で放送された。当初は『らんま1/2』のタイトルで、1989年4月から毎週土曜日の19:30 - 20:00枠にて全国ネットであったが、同年10月より『らんま1/2 熱闘編』（らんまにぶんのいち ねっとうへん〈以下、『熱闘編』と略す〉）と改題の上、フジテレビでは金曜17:30 - 18:00枠でのローカルセールス枠に移動した。
『らんま1/2』で監督とクレジットされた芝山努は多忙のため参加できずにそのまま降板となり、シリーズディレクターの望月智充が実質的に現場の監督を任せられた。『熱闘編』として平日夕方枠へ移動すると共に制作費が削られ、作画の海外丸投げなどにより一部影の描かれていない絵になるなど質の低下が見られたが、原作人気が継続したこと、中嶋敦子のキャラクターデザインが一定の評価を得たこと、声優ブームに乗る形で企画CDがヒットしたことなどにも支えられ、『熱闘編』は3年間に渡って放送された。2019年の番組『発表!全るーみっくアニメ大投票 高橋留美子だっちゃ』で発表された作品部門の順位は第2位。
フジテレビでの放送終了後はケーブルテレビ、スカパー!などのキッズステーションで繰り返し再放送されている。
2013年5月、ブルーレイBOXの発売に伴いネガフィルムのHDスキャンと修復を実行、16:9のフルHDにテレシネされた高画質のデジタルリマスター版が制作。2013年6月にBS/CS放送のキッズステーションにて世界初放送が開始された。以降、テレビ神奈川などのローカル放送局でも放送された。

#### 逸話
らんまの声優については一人で担当する案もありオーディションでは山口勝平は女らんまも演じており田中真弓も参加していた。
『熱闘編』は放送開始当初オープニングテーマがなく、オープニングナレーションのみだった。ナレーションは中村正が担当していた。
第1期後半エンディングテーマの『EQUALロマンス』はCoCoのデビュー曲だが、わずか5話しか使用されていない。2003年放送の『デ・ジ・キャラットにょ』では本曲のアレンジ曲を前期エンディングテーマとして計20話で使用した。元々アニメソングとしての制作ではなかった曲がアニメソングとして使用された後、後年にカバーされ、さらに別のアニメに恒常的に使用され、なおかつ、アニメソングとしては、『デ・ジ・キャラットにょ』の方で長く使われるという珍しい例となった。
第1期後半のシリーズ構成を務めた井上敏樹は、「本作品はやりたくなかったが、プロデューサーが自宅まで押しかけてきたので嫌々引き受けた」と述べている。井上は本作品参加のため、『天空戦記シュラト』を降板している。
カートゥーンネットワークで1999年に放送された際、アイキャッチと次回予告が省略されていた。
東京・埼玉連続幼女誘拐殺人事件に端を発するオタクバッシングの影響により、制作途中から製作側による自主規制が始まった。最初はキャラクターの裸体のみを隠す修正だったが、次第に「（気絶表現の）グルグル目は病気を連想させ、特定の人を傷つける」など、裸体以外のフィルム修正も要求されるようになった。当時、原画を担当していた石田敦子は、「漫画だから漫画表現は当たり前だ」と抗議したが、監督やプロデューサーは「漫画的表現がダメと言われたから」と意に介さず、またNG基準も明文化されずに、伝聞の要求を丸呑みするという恣意的なものであった。石田は後に「ついで規制の恐ろしさを見ましたね」と述懐している。

#### 視聴率
平均視聴率：9.5%
最高視聴率：16.1%（第1期）、15.5%（熱闘編）
最低視聴率：7.1%（第1期）、4.5%（熱闘編）
2000年にとちぎテレビで行われた再放送では、平均視聴率8.2%（2000年6月17日 - 23日の調査）を記録。これは平日午後の番組としては調査局中1位だった。

#### スタッフ（1989年版テレビアニメ）
|                         | 第1期 熱闘編第7話 - 第9話          | 熱闘編                                                  |
| ----------------------- | ---------------------------------- | ------------------------------------------------------- |
| 原作                    | 高橋留美子                         | 高橋留美子                                              |
| 監督                    | 芝山努                             | 澤井幸次（第1話 - 第69話） 西村純二（第70話 - 第143話） |
| 製作                    | 多賀英典                           | 多賀英典→伊地智啓                                       |
| 企画                    | 落合茂一                           | 落合茂一                                                |
| シリーズディレクター    | 望月智充                           | N/A                                                     |
| シリーズ構成            | 浦沢義雄（第1話 - 第7話） 井上敏樹 | 戸田博史→柳川茂                                         |
| 音楽                    | 森英治                             | 森英治                                                  |
| 音楽                    | 川井憲次、松浦晃久                 | N/A                                                     |
| キャラクターデザイン    | 中嶋敦子                           | 中嶋敦子                                                |
| 美術監督                | 三浦智                             | 三浦智                                                  |
| 美術設定                | 佐藤正浩                           | 佐藤正浩                                                |
| 録音監督                | 斯波重治                           | 斯波重治                                                |
| 撮影監督                | 吉田光伸                           | 吉田光伸                                                |
| 色彩設定                | 田高浩一                           | 田高浩一                                                |
| プロデューサー          | 中尾嘉伸                           | 石原隆・金田耕司 松下洋子→中川順平 久保真→長谷川洋      |
| アニメーション 制作協力 | スタジオ・ディーン                 | スタジオ・ディーン                                      |
| 制作                    | フジテレビ、キティ・フイルム       | フジテレビ、キティ・フイルム                            |

#### 主題歌（1989年版テレビアニメ）

##### 第1期
オープニングテーマ「じゃじゃ馬にさせないで」
作詞 - 森雪之丞 / 作曲 - 村松邦男 / 編曲 - 椎名和夫 / 歌 - 西尾えつ子
エンディングテーマ
「プラトニックつらぬいて」（第1話 - 第13話）
作詞 - 松本隆 / 作曲・編曲 - 後藤次利 / 歌 - 坂上香織
第11話からエンディング映像が変更されている。
「EQUALロマンス」（第14話 - 第18話）
作詞 - 及川眠子 / 作曲 - 山口美央子 / 編曲 - 中村哲 / 歌 - CoCo

##### 熱闘編
オープニングテーマ
開始的話法「乱馬くんは変態」
ナレーション：中村正
第1話 - 第6話ならびに第14話 - 第23話でのオープニングテーマの代わりに使用。
「リトル★デイト」（第7話 - 第13話）
作詞 - 三浦徳子 / 作曲・編曲 - 後藤次利 / 歌 - ribbon
曲名の星印は原題では☆だが、本作では★と表記された。
「思い出がいっぱい」（第24話 - 第45話）
作詞 - 及川眠子 / 作曲 - 岩田雅之 / 編曲 - 有賀啓雄 / 歌 - CoCo
「絶対!Part2」（第46話 - 第69話）
作詞 - 及川眠子 / 作曲 - 松本俊明 / 編曲 - 鷺巣詩郎 / 歌 - 早坂好恵
「地球オーケストラ」（第70話 - 第99話）
作詞 - 次郎 / 作曲 - まこと / 編曲・歌 - KUSU KUSU
「もう泣かないで」（第100話 - 第117話）
作詞 - 三浦徳子 / 作曲 - 羽田一郎 / 編曲 - 佐藤準 / 歌 - 瀬能あづさ
「ラヴ・シーカー CAN'T STOP IT」（第118話 - 第143話）
作詞 - MITSUKO KOMURO / 作曲 - MIYABI、YUKI、TERU、TAKE / 編曲・歌 - VisioN

エンディングテーマ
「ド・ン・マ・イ来々少年〜Don't mind lay-lay Boy〜」（第1話 - 第23話）
作詞 - 森雪之丞 / 作曲 - 吉実明宏 / 編曲 - 森英治 / 歌 - 西尾えつ子
「乱馬ダ☆RANMA」（第24話 - 第38話）
構成 - 乱馬的歌劇団文芸部 / 作曲・編曲 - 川井憲次 / 歌 - 乱馬的歌劇団御一行様
「プレゼント」（第39話 - 54話）
作詞 - 笹野みちる / 作曲 - 手代木克仁 / 編曲・歌 - 東京少年
「フレンズ」（第55話 - 第69話）
作詞 - 大山潤子 / 作曲 - 南俊一 / 編曲 - 森英治 / 歌 - YAWMIN
「ひなげし」（第70話 - 第99話）
作詞・作曲 - 遠藤京子 / 編曲 - 武部聡志 / 歌 - 中嶋美智代
「POSITIVE」（第100話 - 第117話）
作詞 - 佐藤純子 / 作曲 - 西司 / 編曲 - 中村哲 / 歌 - 森川美穂
「虹と太陽の丘」（第118話 - 第143話）
作詞・作曲 - 上村茂三 / 編曲・歌 - ぴよぴよ

#### 各話リスト（1989年版テレビアニメ）
話数は実際に放送された順とする。BDやHDリマスター版再放送では『熱闘編』の冠が外され、前シリーズから話数を引き継いでいる。
| 話数                 | 初放送日        | サブタイトル                                 | 脚本          | コンテ       | 演出         | 作画監督       |
| 第1期                | 第1期           | 第1期                                        | 第1期         | 第1期        | 第1期        | 第1期          |
| -------------------- | --------------- | -------------------------------------------- | ------------- | ------------ | ------------ | -------------- |
| 第1話                | 1989年 4月15日  | 中国から来たあいつ! ちょっとヘン!!           | 浦沢義雄      | 望月智充     | 望月智充     | 中嶋敦子       |
| 第2話                | 4月22日         | 遊びじゃないのよ学校は                       | 浦沢義雄      | もりたけし   | もりたけし   | 後藤真砂子     |
| 第3話                | 4月29日         | いきなり愛の嵐ちょっと待ってョ               | 橋本裕志      | 山内重保     | 山内重保     | 遠藤麻未       |
| 第4話                | 5月6日          | 乱馬とらんま? 誤解がとまらない               | 橋本裕志      | 望月智充     | 望月智充     | 中嶋敦子       |
| 第5話                | 5月13日         | 骨まで愛して? あかね恋の複雑骨折             | 浦沢義雄      | 小島多美子   | 古橋一浩     | 後藤真砂子     |
| 第6話                | 5月20日         | あかねの失恋だってしょうがないじゃない       | 橋本裕志      | 望月智充     | 高木真司     | 遠藤麻未       |
| 第7話                | 5月27日         | 登場! 永遠の迷い子・良牙                     | 浦沢義雄      | もりたけし   | もりたけし   | 中嶋敦子       |
| 第8話                | 6月3日          | 学校は戦場だ! 対決 乱馬VS良牙                | 井上敏樹      | 古橋一浩     | 古橋一浩     | 後藤真砂子     |
| 第9話                | 6月17日         | 乙女白書・髪は女のいのちなの                 | 井上敏樹      | 高木真司     | 高木真司     | 遠藤麻未       |
| 第10話               | 7月1日          | ピーピーPちゃん ろくなもんじゃねェ           | 菅良幸        | もりたけし   | もりたけし   | 中嶋敦子       |
| 第11話               | 7月15日         | 乱馬を激愛! 新体操のスケバン登場             | 川崎裕之      | 古橋一浩     | 古橋一浩     | 後藤真砂子     |
| 第12話               | 7月22日         | 女の恋は戦争よ! 格闘新体操でいざ勝負         | 隅沢克之      | 有迫曜       | 高木真司     | 遠藤麻未       |
| 第13話               | 7月29日         | スケバンの目に涙? ルール無用の格闘新体操決着 | 高屋敷英夫    | 望月智充     | 望月智充     | 中嶋敦子       |
| 第14話               | 8月19日         | 骨盤占い! らんまは日本一のお嫁さん           | 川崎裕之      | 芝山努       | もりたけし   | 後藤真砂子     |
| 第15話               | 8月26日         | 激烈少女シャンプー登場! ワタシ命あずけます   | 隅沢克之      | もりたけし   | もりたけし   | 遠藤麻未       |
| 第16話               | 9月2日          | シャンプーの反撃 必殺指圧拳は身も心も奪う    | 隅沢克之      | 古橋一浩     | 古橋一浩     | 中嶋敦子       |
| 第17話               | 9月9日          | 乱馬大好き! さよならはいわないで!!           | 松井亜弥      | 高木真司     | 高木真司     | 後藤真砂子     |
| 第18話               | 9月16日         | オレは男だ! らんま中国へ帰る?                | 野本拓        | 古橋一浩     | 古橋一浩     | 中嶋敦子 他    |
| 『らんま1/2 熱闘編』 |                 |                                              |               |              |              |                |
| 第1話                | 1989年 10月20日 | 激突! 出前格闘レース                         | 井上敏樹      | 澤井幸次     | 古橋一浩     | 中嶋敦子       |
| 第2話                | 11月3日         | やっぱり猫が嫌い?                            | 戸田博史      | 小島多美子   | 中村憲由     | 遠藤麻未       |
| 第3話                | 11月10日        | 私が女傑族のおばば!                          | 戸田博史      | 高木真司     | 高木真司     | 中嶋敦子       |
| 第4話                | 11月17日        | 出た! 必殺天津甘栗拳!!                       | 菅良幸        | 古橋一浩     | 古橋一浩     | 工藤柾輝       |
| 第5話                | 11月24日        | 白鳥拳の男ムース登場!                        | 時村尚        | 小島多美子   | 小林孝志     | 遠藤麻未       |
| 第6話                | 12月1日         | 爆走! 雪だるま運びレース                     | 久島一仁      | 澤井幸次     | 中村憲由     | 中嶋敦子       |
| 第7話                | 12月8日         | さらわれたPちゃん!                           | 井上敏樹      | 古橋一浩     | 古橋一浩     | 遠藤麻未       |
| 第8話                | 12月15日        | 危機一髪! 死霊の盆踊り                       | 松井亜弥      | 高木真司     | 高木真司     | 中嶋敦子       |
| 第9話                | 12月22日        | Pちゃん爆発! 愛の水柱                        | 川崎裕之      | 望月智充     | 望月智充     | 後藤真砂子     |
| 第10話               | 1990年 1月12日  | 乱馬恐怖の山ごもり                           | 菅良幸        | 高木真司     | 高木真司     | 工藤柾輝       |
| 第11話               | 1月19日         | 爆砕点穴とは? 良牙大逆襲                     | 菅良幸        | 古橋一浩     | 古橋一浩     | 遠藤麻未       |
| 第12話               | 1月26日         | 危うし! 天道道場                             | 時村尚        | 茂木智里     | 茂木智里     | 中嶋敦子       |
| 第13話               | 2月2日          | さらわれたあかね!                            | 中弘子        | 石田昌久     | 小林孝志     | 工藤柾輝       |
| 第14話               | 2月9日          | 対決ムース! 負けるが勝ち                     | 戸田博史      | 石田昌久     | 中村憲由     | 遠藤麻未       |
| 第15話               | 2月16日         | 究極のエロ妖怪八宝斉                         | 菅良幸        | 小島多美子   | 高木真司     | 中嶋敦子       |
| 第16話               | 2月23日         | 女子更衣室を襲え?                            | 戸田博史      | 古橋一浩     | 古橋一浩     | 工藤柾輝       |
| 第17話               | 3月2日          | 鬼も逃げだすカラクリ屋敷                     | 久島一仁      | 澤井幸次     | 茂木智里     | 遠藤麻未       |
| 第18話               | 3月9日          | これで女とおさらば?                          | 戸田博史      | 小島多美子   | 小林孝志     | 中嶋敦子       |
| 第19話               | 3月16日         | 愛と憎しみの贈物                             | 中弘子        | 古橋一浩     | 中村憲由     | 工藤柾輝       |
| 第20話               | 3月23日         | SOSエロ妖怪八宝斉                            | 菅良幸        | 澤井幸次     | 高木真司     | 遠藤麻未       |
| 第21話               | 4月6日          | あかねの口びるを奪え                         | 戸田博史      | 石田昌久     | 小林孝志     | 中嶋敦子       |
| 第22話               | 4月13日         | いい湯だな? 銭湯で戦闘                       | 中弘子        | 古橋一浩     | 古橋一浩     | 数井浩子       |
| 第23話               | 4月20日         | また一人乱馬を愛したヤツ                     | 菅良幸        | 御茶屋さえ子 | 御茶屋さえ子 | 遠藤麻未       |
| 第24話               | 4月27日         | 熱愛? 良牙とあかね                           | 菅良幸        | 高木真司     | 高木真司     | 中嶋敦子       |
| 第25話               | 5月4日          | くしゃみ一発愛してナイト                     | 横手美智子    | 小島多美子   | 中村憲由     | 数井浩子       |
| 第26話               | 5月11日         | 幻の八宝大華輪を探せ                         | 菅良幸        | 澤井幸次     | 小林孝志     | 遠藤麻未       |
| 第27話               | 5月18日         | 大好き! 私のうっちゃん                       | 中弘子        | 古橋一浩     | 古橋一浩     | 中嶋敦子       |
| 第28話               | 5月25日         | 魔女が愛した下着ドロボー                     | 柳川茂        | 高木真司     | 高木真司     | 数井浩子       |
| 第29話               | 6月1日          | 変身! ムキムキマンあかね                     | 中弘子        | 小島多美子   | 中村憲由     | 遠藤麻未       |
| 第30話               | 6月8日          | 呪泉郷から来た殺し屋                         | 柳川茂        | 石山タカ明   | 小林孝志     | 中嶋敦子       |
| 第31話               | 6月15日         | 私ってきれい? 乱馬女宣言                     | 横手美智子    | 古橋一浩     | 古橋一浩     | 数井浩子       |
| 第32話               | 6月22日         | 対決! 八宝斉VS透明人間                       | 菅良幸        | 澤井幸次     | 高木真司     | 遠藤麻未       |
| 第33話               | 6月29日         | 九能家のレ・ミゼラブル                       | 中弘子        | 西村純二     | 中村憲由     | 中嶋敦子       |
| 第34話               | 7月6日          | 怪談! 乱馬と魔性の剣                         | 柳川茂        | 遠藤徹哉     | 小林孝志     | 杉山東夜美     |
| 第35話               | 7月13日         | 一粒コロリ・絶倫ホレ薬                       | 久島一仁      | 御茶屋さえ子 | 古橋一浩     | 遠藤麻未       |
| 第36話               | 7月20日         | 史上最強? 良牙とムース同盟                   | 菅良幸        | 杉島邦久     | 中村憲由     | 中嶋敦子       |
| 第37話               | 7月27日         | バック・トゥ・ザ・八宝斉                     | 柳川茂        | 小島多美子   | 小林孝志     | 数井浩子       |
| 第38話               | 8月3日          | 黒バラの小太刀! 純愛一直線                   | 中弘子        | 御茶屋さえ子 | 殿勝秀樹     | 井上容子       |
| 第39話               | 8月10日         | 八宝斉 最期の日?                             | 久島一仁      | 古橋一浩     | 古橋一浩     | 中嶋敦子       |
| 第40話               | 8月17日         | 暴れん坊娘 リンリンランラン                  | 菅良幸        | 杉島邦久     | よしだのどか | 杉山東夜美     |
| 第41話               | 8月24日         | 乱馬を襲う恐怖のタタリ                       | 柳川茂        | 小島多美子   | 遠藤徹哉     | 数井浩子       |
| 第42話               | 8月31日         | 登場! ものまね格闘技                         | 菅良幸        | 高木真司     | 高木真司     | 遠藤麻未       |
| 第43話               | 9月7日          | 良牙の体質改善セッケン!                      | 菅良幸        | 古橋一浩     | 山口美浩     | 中嶋敦子       |
| 第44話               | 9月14日         | 格闘!障害物レース                            | 中弘子 柳川茂 | 杉島邦久     | よしだのどか | 数井浩子       |
| 第45話               | 9月21日         | 乱馬、ついに呪泉郷へ行く                     | 柳川茂        | 小島多美子   | 浦田保則     | 遠藤麻未       |
| 第46話               | 10月5日         | 帰ってきた変態校長                           | 久島一仁      | 澤井幸次     | 殿勝秀樹     | 中嶋敦子       |
| 第47話               | 10月12日        | 登場! 史上最強の九能                         | 菅良幸        | 高木真司     | 高木真司     | 杉山東夜美     |
| 第48話               | 10月19日        | 乱馬が弱くなっちゃった!                      | 柳川茂        | 御茶屋さえ子 | よしだのどか | 遠藤麻未       |
| 第49話               | 10月26日        | 完成! とんでもない必殺技                     | 中弘子        | 小島多美子   | 浦田保則     | 中嶋敦子       |
| 第50話               | 11月2日         | 決戦! 乱馬復活なるか?                        | 久島一仁      | 古橋一浩     | 殿勝秀樹     | 杉山東夜美     |
| 第51話               | 11月9日         | 右京のスカート大作戦!                        | 中弘子        | 杉島邦久     | 高木真司     | 遠藤麻未       |
| 第52話               | 11月16日        | 乱馬のママがやってきた!                      | 菅良幸        | 湊屋夢吉     | よしだのどか | 中嶋敦子       |
| 第53話               | 11月23日        | 良牙、愛と苦悩を越えて                       | 柳川茂 ほか   | 山本智史     | 浦田保則     | 響良い子 ほか  |
| 第54話               | 11月30日        | フィアンセは化け猫                           | 中弘子        | 小島多美子   | 殿勝秀樹     | 磯野智         |
| 第55話               | 12月7日         | 吹けよ風! 青春は熱血だ                       | 柳川茂        | 西村純二     | 西山明樹彦   | 遠藤麻未       |
| 第56話               | 12月14日        | 恐るべき新弟子現わる                         | 久島一仁      | 高木真司     | 高木真司     | 中嶋敦子       |
| 第57話               | 12月21日        | おもてに出やがれ!                            | 菅良幸        | 古橋一浩     | 古橋一浩     | 磯野智         |
| 第58話               | 1991年 1月11日  | 良牙の天道道場居候日記                       | 菅良幸        | 小島多美子   | 殿勝秀樹     | 遠藤麻未       |
| 第59話               | 1月18日         | 八宝斉の恋!                                  | 中弘子        | よしだのどか | よしだのどか | 白鳥あずさ     |
| 第60話               | 1月25日         | 九能ボー然! 恋の大予言                       | 久島一仁      | 浦田保則     | 浦田保則     | 磯野智         |
| 第61話               | 2月1日          | 強くなりすぎた良牙                           | 中弘子        | 高木真司     | 高木真司     | 遠藤麻未       |
| 第62話               | 2月8日          | あやうし! Pちゃんの秘密                      | 久島一仁      | 古橋一浩     | 古橋一浩     | 中嶋敦子       |
| 第63話               | 2月15日         | たまごをつかむ男                             | 木村直人      | 小島多美子   | よしだのどか | 磯野智         |
| 第64話               | 2月22日         | らんまと九能の初キッス?!                     | 木村直人      | 殿勝秀樹     | 殿勝秀樹     | 遠藤麻未       |
| 第65話               | 3月1日          | シャンプーの赤い糸                           | 柳川茂        | 浦田保則     | 浦田保則     | 中嶋敦子       |
| 第66話               | 3月8日          | ムース故郷に帰る                             | 菅良幸        | 高木真司     | 高木真司     | 遠藤麻未       |
| 第67話               | 3月15日         | 史上サイテーの賭け                           | 中弘子        | 古橋一浩     | 古橋一浩     | 磯野智         |
| 第68話               | 3月22日         | マリアンヌになった九能                       | 柳川茂        | 殿勝秀樹     | 殿勝秀樹     | 中嶋敦子       |
| 第69話               | 3月29日         | 乱馬なんか大キライ!                          | 澤井幸次      | 澤井幸次     | 浦田保則     | 磯野智         |
| 第70話               | 4月5日          | そのおさげもらったぁ!                        | 木村直人      | 西村純二     | よしだのどか | 遠藤麻未       |
| 第71話               | 4月12日         | 男の野望が尽きる時…                          | 久島一仁      | 高木真司     | 高木真司     | 中嶋敦子       |
| 第72話               | 4月19日         | リンリン・ランランの逆襲                     | 菅良幸        | 浦田保則     | 浦田保則     | はしもとかつみ |
| 第73話               | 4月26日         | 良牙のプロポーズ                             | 中弘子        | 古橋一浩     | 古橋一浩     | 磯野智         |
| 第74話               | 5月3日          | 玄馬、家出する                               | 木村直人      | 鈴木行       | 白旗伸朗     | 遠藤麻未       |
| 第75話               | 5月10日         | これが格闘茶道でおます                       | 木村直人      | よしだのどか | よしだのどか | 中嶋敦子       |
| 第76話               | 5月17日         | 道場破りは女の子?                            | 菅良幸        | 高木真司     | 高木真司     | 磯野智         |
| 第77話               | 5月24日         | 絶叫! 温泉バトル                             | 中弘子        | 浦田保則     | 浦田保則     | はしもとかつみ |
| 第78話               | 5月31日         | ミーが九能のダディです                       | 久島一仁      | 白旗伸朗     | 白旗伸朗     | 遠藤麻未       |
| 第79話               | 6月7日          | 格闘茶道・家元立つ!                          | 木村直人      | 古橋一浩     | 古橋一浩     | 中嶋敦子       |
| 第80話               | 6月14日         | レオタードは乙女の呪い                       | 菅良幸        | よしだのどか | よしだのどか | 磯野智         |
| 第81話               | 6月21日         | 恐怖の混浴温泉                               | 中弘子        | 高木真司     | 高木真司     | 遠藤麻未       |
| 第82話               | 6月28日         | カエルのうらみはらします                     | 柳川茂        | 鈴木行       | よしだのどか | 中嶋敦子       |
| 第83話               | 7月5日          | 逆襲! 怒りのお好み焼き                       | 菅良幸        | 浦田保則     | 浦田保則     | 磯野智         |
| 第84話               | 7月12日         | ナンパになった乱馬                           | 横手美智子    | 古橋一浩     | 古橋一浩     | 遠藤麻未       |
| 第85話               | 7月19日         | 格闘将棋は命懸け                             | 柳川茂        | よしだのどか | よしだのどか | 中嶋敦子       |
| 第86話               | 7月26日         | 佐助のスパイ大作戦                           | 木村直人      | 白旗伸朗     | 白旗伸朗     | 工藤裕加       |
| 第87話               | 8月2日          | ボンジュールでございます                     | 久島一仁      | 高木真司     | 高木真司     | 磯野智         |
| 第88話               | 8月9日          | ディナーはリングの上で                       | 横手美智子    | 合田浩章     | 合田浩章     | 遠藤麻未       |
| 第89話               | 8月16日         | あかね、涙の水泳大特訓                       | 柳川茂        | よしだのどか | よしだのどか | 中嶋敦子       |
| 第90話               | 8月23日         | 良牙! 夕日に向かって走れ                     | 菅良幸        | 浦田保則     | 浦田保則     | 磯野智         |
| 第91話               | 8月30日         | 夢の中へ                                     | 柳川茂        | 白旗伸朗     | 白旗伸朗     | 鰻原妙一郎     |
| 第92話               | 9月6日          | 乱馬はなびきの許婚?                          | 中弘子        | 古橋一浩     | 古橋一浩     | 斉藤哲人       |
| 第93話               | 9月13日         | 天道家 消えたたこ焼きの謎                    | 木村直人      | よしだのどか | よしだのどか | 遠藤麻未       |
| 第94話               | 9月20日         | 対決! 乱馬VS影乱馬                           | 久島一仁      | 高木真司     | 高木真司     | 磯野智         |
| 第95話               | 9月27日         | 小太刀のマイラブリーパパ                     | 柳川茂        | 浦田保則     | 浦田保則     | 遠藤麻未       |
| 第96話               | 10月4日         | 強敵? 五寸釘くん登場                         | 横手美智子    | 古橋一浩     | 古橋一浩     | 磯野智         |
| 第97話               | 10月11日        | 乱馬はヘタクソ? 格闘書道                     | 久島一仁      | よしだのどか | よしだのどか | 工藤裕加       |
| 第98話               | 10月18日        | 風林館高校、影のドン登場                     | 菅良幸        | 白旗伸朗     | 白旗伸朗     | 遠藤麻未       |
| 第99話               | 10月25日        | 悲願! 普通の男に戻りたい                     | 柳川茂        | 高木真司     | 高木真司     | 白鳥あずさ     |
| 第100話              | 11月1日         | 早乙女流の跡継ぎは良牙?                      | 中弘子        | 西村純二     | よしだのどか | 遠藤麻未       |
| 第101話              | 11月15日        | 天道家、遊園地へ行く                         | 横手美智子    | 古橋一浩     | 古橋一浩     | 磯野智         |
| 第102話              | 11月29日        | 風林館高校・通り魔事件                       | 木村直人      | 酒井法之     | 高木真司     | 工藤裕加       |
| 第103話              | 12月6日         | 呪泉郷から来た悪魔 前編                      | 菅良幸        | 白旗伸朗     | 白旗伸朗     | 遠藤麻未       |
| 第104話              | 12月13日        | 呪泉郷から来た悪魔 後編                      | 久島一仁      | 浦田保則     | 浦田保則     | 中嶋敦子       |
| 第105話              | 12月20日        | 乱馬がいないXmas                             | 柳川茂        | 西村純二     | 高木真司     | 中嶋敦子       |
| 第106話              | 1992年 1月10日  | 雪ん子冬物語                                 | 木村直人      | 古橋一浩     | 古橋一浩     | 遠藤麻未       |
| 第107話              | 1月17日         | らくがきパンダの呪い                         | 中弘子        | よしだのどか | よしだのどか | 磯野智         |
| 第108話              | 1月24日         | スイカ島の交際鬼                             | 柳川茂        | 西村純二     | 株本毅       | 工藤裕加       |
| 第109話              | 1月31日         | 幸せのパンダ伝説                             | 菅良幸        | 白旗伸朗     | 白旗伸朗     | 磯野智         |
| 第110話              | 2月7日          | 乱馬と右京がソース相愛?                      | 柳川茂        | 西村純二     | 高木真司     | 遠藤麻未       |
| 第111話              | 2月14日         | 偽り夫婦よ永遠に…                            | 久島一仁      | よしだのどか | よしだのどか | 磯野智         |
| 第112話              | 2月21日         | 格闘茶道! さらわれた家元                     | 久島一仁      | 鈴木行       | 高木真司     | 遠藤麻未       |
| 第113話              | 2月28日         | 大変! あかねが入院した                       | 古橋一浩      | 古橋一浩     | 古橋一浩     | 中嶋敦子       |
| 第114話              | 3月6日          | 謎の暴れタコツボ現る?!                       | 中弘子        | 殿勝秀樹     | 株本毅       | 磯野智         |
| 第115話              | 3月13日         | 五寸釘! あぁ恋の紙人形                       | 木村直人      | 白旗伸朗     | 白旗伸朗     | 遠藤麻未       |
| 第116話              | 3月20日         | あかねの心がわからない                       | 横手美智子    | 西村純二     | 株本毅       | 工藤裕加       |
| 第117話              | 3月27日         | 追跡! 手まり唄の謎                           | 菅良幸        | よしだのどか | よしだのどか | 中嶋敦子       |
| 第118話              | 4月3日          | もうあなたから離れない                       | 柳川茂        | 古橋一浩     | 山本裕介     | 磯野智         |
| 第119話              | 4月10日         | 九能帯刀、代理校長を命ず                     | 柳川茂        | 西村純二     | 高木真司     | 遠藤麻未       |
| 第120話              | 4月17日         | 乱馬、月夜に吠える                           | 木村直人      | 白旗伸朗     | 白旗伸朗     | 中嶋敦子       |
| 第121話              | 4月24日         | 你好! 呪泉郷のガイドさん                     | 久島一仁      | よしだのどか | よしだのどか | 工藤裕加       |
| 第122話              | 5月1日          | 迷惑! 六人の八宝斉                           | 菅良幸        | 高木真司     | 高木真司     | 磯野智         |
| 第123話              | 5月8日          | 気分しだいの必殺技（前）                     | 柳川茂        | 山本裕介     | 山本裕介     | 遠藤麻未       |
| 第124話              | 5月15日         | 気分しだいの必殺技（後）                     | 中弘子        | 西村純二     | 株本毅       | 中嶋敦子       |
| 第125話              | 5月22日         | シャンプー囚われのキッス                     | 木村直人      | 白旗伸朗     | 白旗伸朗     | 磯野智         |
| 第126話              | 5月29日         | ボクと駆け落ちして下さい                     | 柳川茂        | 高木真司     | 高木真司     | 遠藤麻未       |
| 第127話              | 6月5日          | キノコ寺へ行こう                             | 柳川茂        | よしだのどか | よしだのどか | 工藤裕加       |
| 第128話              | 6月12日         | 必殺! 地獄のゆりかご                         | 中弘子        | 山本裕介     | 山本裕介     | 磯野智         |
| 第129話              | 6月19日         | 青い恐怖にボンジュール                       | 木村直人      | 株本毅       | 株本毅       | 山根理宏       |
| 第130話              | 6月26日         | 織姫は流れ星に乗って                         | 久島一仁      | 白旗伸朗     | 白旗伸朗     | 遠藤麻未       |
| 第131話              | 7月3日          | 一つ召しませ恋の桜餅                         | 柳川茂        | よしだのどか | よしだのどか | 磯野智         |
| 第132話              | 7月10日         | できた! 八宝大カビン                         | 久島一仁      | 高木真司     | 高木真司     | 工藤裕加       |
| 第133話              | 7月17日         | 九能兄妹スキャンダルの嵐                     | 横手美智子    | 西村純二     | 株本毅       | 遠藤麻未       |
| 第134話              | 7月24日         | 黄金の茶器、五重塔の決戦                     | 久島一仁      | 山本裕介     | 山本裕介     | 山根理宏       |
| 第135話              | 7月31日         | 五寸釘光、ひと夏の恋                         | 菅良幸        | 白旗伸朗     | 白旗伸朗     | 磯野智         |
| 第136話              | 8月7日          | 愛の格闘チアガール（前）                     | 中弘子        | よしだのどか | よしだのどか | 遠藤麻未       |
| 第137話              | 8月14日         | 愛の格闘チアガール（後）                     | 柳川茂        | 高木真司     | 高木真司     | 工藤裕加       |
| 第138話              | 8月21日         | 決定! ミス・ビーチサイド                     | 中弘子        | 株本毅       | 株本毅       | 磯野智         |
| 第139話              | 8月28日         | 爆裂! ハイパーツヅミ                         | 山口亮太      | 山本裕介     | 山本裕介     | 山根理宏       |
| 第140話              | 9月4日          | 忍の犬は白と黒                               | 木村直人      | 白旗伸朗     | 白旗伸朗     | 中嶋敦子       |
| 第141話              | 9月11日         | 天道家・龍神伝説                             | 久島一仁      | よしだのどか | よしだのどか | 磯野智         |
| 第142話              | 9月18日         | 乱馬、ミーツ・マザー                         | 柳川茂        | 高木真司     | 高木真司     | 工藤裕加       |
| 第143話              | 9月25日         | いつの日か、きっと…                          | 菅良幸        | 西村純二     | 株本毅       | 中嶋敦子       |

『熱闘編』では、第53話や第59話など作画監督に実在のアニメーターではなく作中の登場人物がクレジットされていることがあった。
第1期第13話放映時の次回予告では第14話は「さらわれたPちゃん 奪われたらんま」になっているが、東京・埼玉連続幼女誘拐殺人事件に配慮し、第14話 - 第16話（格闘フィギュアスケート編）の放送が他の話に差し替えられ、のちに『熱闘編』第7話 - 第9話として放送された。そのためその後の話でカットされたシーンの回想をするなど話のつながらない部分がある。これらの順番はLD・DVDでは放送順で収録されていたが、2013年に発売されたBD版で当初の予定通り収録された。

#### 放送局（1989年版テレビアニメ）
判明している局のみ表記。
| 放送期間                | 放送時間           | 放送局         | 対象地域       | 備考                  |
| ----------------------- | ------------------ | -------------- | -------------- | --------------------- |
| 1989年4月15日 - 9月16日 | 土曜 19:30 - 19:58 | フジテレビ     | 関東広域圏     | 制作局 /              |
|                         |                    | 北海道文化放送 | 北海道         | [ 73 ] [ 74 ]         |
|                         |                    | 秋田テレビ     | 秋田県         |                       |
|                         |                    | 仙台放送       | 宮城県         |                       |
|                         |                    | 山形テレビ     | 山形県         |                       |
|                         |                    | 福島テレビ     | 福島県         |                       |
|                         |                    | 新潟総合テレビ | 新潟県         | 現・NST新潟総合テレビ |
|                         |                    | 富山テレビ     | 富山県         |                       |
|                         |                    | 石川テレビ     | 石川県         |                       |
|                         |                    | 福井テレビ     | 福井県         |                       |
|                         |                    | 長野放送       | 長野県         |                       |
|                         |                    | テレビ静岡     | 静岡県         |                       |
|                         |                    | 東海テレビ     | 中京広域圏     | [ 75 ] [ 76 ]         |
|                         |                    | 関西テレビ     | 近畿広域圏     | [ 77 ] [ 78 ]         |
|                         |                    | 山陰中央テレビ | 島根県・鳥取県 |                       |
|                         |                    | 岡山放送       | 岡山県・香川県 |                       |
|                         |                    | テレビ新広島   | 広島県         |                       |
|                         |                    | 愛媛放送       | 愛媛県         | 現・テレビ愛媛        |
|                         |                    | テレビ西日本   | 福岡県         | [ 79 ] [ 80 ]         |
|                         |                    | サガテレビ     | 佐賀県         |                       |
|                         |                    | 沖縄テレビ     | 沖縄県         |                       |
| 不明                    | 不明               | 青森放送       | 青森県         |                       |

| 放送期間                                                                                               | 放送時間                                                                | 放送局         | 対象地域       | 備考                        |
| --- | ----------------------------------------------------------------------- | -------------- | -------------- | --------------------------- |
| 1989年10月20日 - 1992年9月25日                                                                         | 金曜 17:30 - 18:00                                                      | フジテレビ     | 関東広域圏     | 制作局 /                    |
| |                                                                         | テレビ静岡     | 静岡県         |                             |
| 1989年10月26日 - 1990年3月29日 1990年4月13日 - 1992年10月9日                                           | 木曜 17:30 - 18:00 金曜 17:30 - 18:00                                   | 関西テレビ     | 近畿広域圏     | [ 83 ] [ 84 ] [ 85 ] [ 86 ] |
| 1989年10月27日 - 1992年10月2日                                                                         | 金曜 17:25 - 17:55 金曜 17:30 - 18:00                                   | 岡山放送       | 岡山県・香川県 | [ 87 ]                      |
| 1989年11月12日 - 1990年4月9日 1991年頃 1993年1月 - 3月12日                                             | 月曜 16:10 - 16:36 木曜 17:30 - 18:00 月曜 - 金曜 6:10 - 6:40           | 石川テレビ     | 石川県         | [ 88 ] [ 89 ] [ 90 ]        |
| 1989年11月19日 - 1992年10月18日                                                                        | 日曜 9:00 - 9:30                                                        | 東海テレビ     | 中京広域圏     | [ 91 ] [ 92 ] [ 93 ]        |
| 1990年1月13日 - 1992年11月14日                                                                         | 土曜 6:45 - 7:15                                                        | 北海道文化放送 | 北海道         | [ 94 ] [ 95 ]               |
| 1990年2月28日 - 1993年1月6日                                                                           | 水曜 17:30 - 18:00                                                      | テレビ山口     | 山口県         | [ 96 ] [ 97 ]               |
| 1990年8月23日 - 1993年7月15日                                                                          | 木曜 16:30 - 17:00                                                      | テレビ大分     | 大分県         | [ 98 ] [ 99 ]               |
| 1990年頃 - 1991年3月28日 1991年4月4日 - 10月31日 1991年11月8日 - 1992年9月25日 1992年10月2日 - 11月6日 | 木曜 16:30 - 17:00 木曜 17:25 - 18:00 金曜 6:00 - 6:30 金曜 6:15 - 6:45 | 愛媛放送       | 愛媛県         | 現・テレビ愛媛 /            |
| 不明 - 1992年11月27日                                                                                  | 平日 16:00 - 16:30                                                      | テレビ新広島   | 広島県         | 帯放送 /                    |
| 不明                                                                                                   |                                                                         | テレビ西日本   | 福岡県         | 帯放送 /                    |
| | 月曜 17:30 - 18:00                                                      | 秋田テレビ     | 秋田県         |                             |
| | 水曜 16:30 - 17:00 土曜 6:00 - 6:30 土曜 5:45 - 6:15                    | 山形テレビ     | 山形県         |                             |
| | 金曜 6:00 - 6:30                                                        | 新潟総合テレビ | 新潟県         | 現・NST新潟総合テレビ       |
| | 水曜 16:25 - 16:55                                                      | 福井テレビ     | 福井県         | [ 111 ]                     |
| | 水曜 16:00 - 16:30                                                      | 高知放送       | 高知県         | [ 109 ]                     |
| | 不明                                                                    | 青森放送       | 青森県         | 途中で打ち切り。            |
| |                                                                         | 福島テレビ     | 福島県         |                             |

#### 映像ソフト化（1989年版テレビアニメ）
第1期と『熱闘編』の区別は特にない。
- VHS　らんま1/2（全40巻）
- LD　らんま1/2 TVシリーズ完全収録版（全41巻）
- DVD　らんま1/2 TVシリーズ完全収録版（全40巻）2001年1月17日から2002年8月21日にかけて発売。
- BD　らんま1/2 TVシリーズ Blu-ray BOX【1】〜【3】2013年5月24日から2014年1月24日にかけて発売。

| フジテレビ系列 土曜 19:30 - 19:58                                                                                              | フジテレビ系列 土曜 19:30 - 19:58                        | フジテレビ系列 土曜 19:30 - 19:58                            |
| 前番組 | 番組名                                                   | 次番組                                                       |
| --- | -------------------------------------------------------- | ------------------------------------------------------------ |
| 名門!第三野球部（第1話 - 第17話） （1988年10月22日 - 1989年3月25日） - ※フジテレビでは、第18話以降は金曜 16:30 - 17:00で放送。 | らんま1/2（1989年版・第1期） （1989年4月15日 - 9月16日） | ドラゴンクエスト（第一部） （1989年12月2日 - 1990年9月22日） |
| フジテレビ 金曜 17:30 - 18:00 【ティーンズゴールデンタイム → 金曜アニメランド → 枠名無し】                                     |                                                          |                                                              |
| パラダイスGoGo!! （1989年4月17日 - 9月29日） - ※17:00 - 18:00 - ※30分短縮の上継続                                              | らんま1/2 熱闘編 （1989年10月20日 - 1992年9月25日）      | 何だ?こりゃ （1992年10月2日 - 1993年3月12日）                |

### 劇場アニメ
- らんま1/2 中国寝崑崙大決戦! 掟やぶりの激闘篇!!（1991年11月2日 アルゴプロジェクト）
- らんま1/2 決戦桃幻郷! 花嫁を奪りもどせ!!（1992年8月1日 アルゴプロジェクト）
- らんま1/2 超無差別決戦! 乱馬チームVS伝説の鳳凰（1994年8月20日 東映） - 原作コミックス29巻1、2話

#### ソフト化（劇場アニメ）
- らんま1/2 中国寝崑崙大決戦! 掟やぶりの激闘篇!!
- らんま1/2 決戦桃幻郷! 花嫁を奪りもどせ!!
- らんま1/2 超無差別決戦! 乱馬チームVS伝説の鳳凰

上記3作品と「It’s a Rumic World らんま1/2 〜悪夢!春眠香」を除くOVA作品11話を収録した「劇場版＆OVA『らんま1/2』Blu-ray BOX」が2015年8月19日に発売された。

### オリジナルアニメ

#### OVA
脚本はいずれも山口亮太が担当。
- らんま1/2 シャンプー豹変! 反転宝珠の禍（OVA Vol.1）（1993年10月21日） - 原作コミックス22巻7 - 10話
- らんま1/2 天道家 すくらんぶるクリスマス（OVA Vol.2）（1993年12月17日） - OVAオリジナル
- らんま1/2 あかねVSらんま お母さんの味は私が守る!（OVA Vol.3）（1994年2月18日） - 原作コミックス23巻7話
- らんま1/2 学園に吹く嵐! アダルトチェンジひな子先生（OVA Vol.4）（1994年4月21日） - 同25巻3 - 9話
- らんま1/2 道を継ぐ者（前編）（OVA Vol.5）（1994年6月17日） - OVAオリジナル
- らんま1/2 道を継ぐ者（後編）（OVA Vol.6）（1994年8月19日） - OVAオリジナル
- らんま1/2 SPECIAL よみがえる記憶（上巻）（OVA スペシャル・上）（1994年12月16日） - 原作コミックス25巻10話 - 26巻11話
- らんま1/2 SPECIAL よみがえる記憶（下巻）（OVA スペシャル・下）（1995年2月17日） - 同上
- らんま1/2 SUPER ああ呪いの破恋洞! 我が愛は永遠に（OVA SUPER Vol.1）（1995年9月21日） - 原作コミックス27巻9、10話
- らんま1/2 SUPER 邪悪の鬼（OVA SUPER Vol.2）（1995年11月17日） - 原作コミックス29巻8話
- らんま1/2 SUPER 二人のあかね「乱馬、私を見て!」（OVA SUPER Vol.3）（1996年1月19日） - 原作コミックス31巻9、10話
- It’s a Rumic World らんま1/2 〜悪夢!春眠香（2010年1月29日） - 原作コミックス34巻10話
  - 高橋留美子展で2008年7月30日から上映。
  - 製作は『犬夜叉』を担当していたサンライズ、アニメーション制作は本編やOVA同様スタジオディーンが担当。
  - DVD・Blu-rayで発売。「It's a Rumic World スペシャルアニメBOX」にも収録されている。

悪夢!春眠香を除くOVA作品群と『劇場版 超無差別決戦！乱馬チームVS伝説の鳳凰』を収録したものが「らんま1/2 OVAシリーズ BOXセット」および単巻DVD（全4巻）として2001年12月5日に発売。

##### 主題歌（OVA）
OVA版主題歌ではその大半を、らんまと天道3姉妹にシャンプーを加えた仮想ユニット「DoCo」が担当している。DoCoは企画音盤（CDの項を参照）で生まれたユニット設定であり、ユニット名はテレビ版主題歌を担当したCoCoをもじって付けられた。
OVA版オープニングテーマ
「恋だ!パニック」（OVA Vol.1-6）
作詞・作曲 - YAWMIN / 編曲 - 中村キタロー / 歌 - YAWMIN
「僕たちはこれから」（OVA スペシャル・上）
作詞 - 和泉ゆかり / 作・編曲 - 川井憲次 / 歌 - DoCo
「授業中の小学校」（OVA スペシャル・下）
作詞 - 乱馬的歌劇団文芸部 / 作・編曲 - 安田毅 / 歌 - DoCo
「かがやく空ときみの声」（OVA SUPER Vol.1）
作詞・作曲 - YAWMIN / 編曲 - YO!キタロー / 歌 - DoCo
「思い出がいっぱい」（OVA SUPER Vol.2）
作詞 - 及川眠子 / 作曲 - 岩田雅之 / 編曲 - 川井憲次 / 歌 - DoCo
「フクザツな両想い」（OVA SUPER Vol.3）
作詞 - 乱馬的歌劇団文芸部 / 作・編曲 - 山本はるきち / 歌 - DoCo

OVA版エンディングテーマ
「乱馬とあかねのバラード」（OVA Vol.1-6）
作詞 - 乱馬的歌劇団文芸部 / 作曲 - 川井憲次 / 編曲 - 中村暢之 / 歌 - 乱馬&あかね
「清く正しいクリスマス」（OVA スペシャル・上）
作詞 - 乱馬的歌劇団文芸部 / 作・編曲 - 安田毅 / 歌 - DoCo
「赤い靴のSunday」（OVA スペシャル・下）
作詞 - 和泉ゆかり / 作・編曲 - 川井憲次 / 歌 - DoCo
「少しだけ坂道」（OVA SUPER Vol.1）
作詞 - 和泉ゆかり / 作・編曲 - 川井憲次 / 歌 - DoCo
「恋がひとつ消えてしまったの」（OVA SUPER Vol.2）
作詞 - 乱馬的歌劇団文芸部 / 作・編曲 - 山本はるきち / 歌 - DoCo
「彼」（OVA SUPER Vol.3）
作詞 - 乱馬的歌劇団文芸部 / 作・編曲 - 川井憲次 / 歌 - DoCo

#### 企画ビデオ
1. らんま1/2 熱闘歌合戦 その1（1990年11月7日） - ミュージックビデオ
2. らんま1/2 熱闘歌合戦 その2（1990年11月21日） - ミュージックビデオ
3. らんま1/2 熱闘歌合戦 その1/その2（LD）（1990年12月21日） - ミュージックビデオ
4. らんま1/2 天道家のおよびでない奴ら!（1992年8月30日） - TVアニメ総集編（含新録）
5. らんま1/2 TVタイトルズ（1993年4月21日） - 主題歌集
6. らんま1/2 とっておきトーク ベスト・オブ・メモリーズ（1993年5月1日） - キャストトーク
7. らんま1/2 スペシャルビデオ バトルがいっぱい29人の懲りないやつら（1995年3月3日） - 新録を含むTVアニメ総集編
8. らんま1/2 DoCoミュージックビデオ（1995年8月19日）

### アニメーション系の音楽関係

#### テーマ曲
- 乱馬ダ☆RANMA（1990年4月21日）
- らんま1/2 開幕的主題歌集（1992年10月21日） - 付録的音源として『開始的話法「乱馬くんは変態」』を収録
- らんま1/2 閉幕的主題歌集（1992年10月21日）
- 乱馬とあかねのバラード（1993年10月5日）
- 恋だ!パニック（1993年10月21日） - 「新・呪泉郷端会議録」をc/wに収録
- らんま1/2 TVテーマソングス コンプリート（1999年3月17日）
- 決定盤 らんま1/2 アニメ主題歌＆キャラソン大全集（2015年8月19日）

#### サウンドトラック
- らんま1/2 音楽道場（1989年7月21日）TV
- らんま1/2 熱闘音楽編（1990年1月21日）TV　※初版のみ「付録的音源」シングル付
- らんま1/2 中国寝崑崙大決戦!掟やぶりの激闘篇!!音楽編（1991年11月13日）劇場
- らんま1/2 中国寝崑崙大決戦!掟やぶりの激闘篇!!ドラマ編（1992年1月21日）
- らんま1/2 最強音楽編（1992年6月3日）TV
- らんま1/2 決戦桃幻郷!花嫁を奪りもどせ!!音楽編（1992年7月17日）劇場
- らんま1/2 電子遊戯音楽集（1993年3月21日）ゲーム
- らんま1/2 超無差別決戦!電影対影像音楽編（1994年8月25日）OVA、劇場
- らんま1/2 音楽の鉄人編（1995年12月20日）名曲、未発表

#### アニメーション企画音盤
乱馬的企画音盤として5枚のキャラクターソングアルバムを制作しており、声優ブームもあって本作人気の一翼を担った。1枚目の『熱闘歌合戦』ではブックレットに曲それぞれのシングルジャケットがデザインされて、カップリング曲まで記載される（カップリング曲は、後に4枚目の『格闘歌かるた』に収録）という凝った作りになっており、2枚目の『歌暦』も収録している全12曲（うち2曲は上記『熱闘歌合戦』収録曲のカップリング曲）を後にシングルにカットして同時発売した。3枚目の『DoCoファースト』と5枚目の『DoCo Second』は上記の「DoCo」のアルバムと位置づけて制作されている。本作のキャラクターソングの歌手名表記は、一般的なキャラクター の役でその歌をうたう声優ではなく、キャラクター名のみが表記され声優はブックレットに記載。

##### 企画音盤
- 乱馬的企画音盤 らんま1/2 熱闘歌合戦（1990年4月21日）
- 乱馬的企画音盤II らんま1/2 歌暦（平成3年度版）（1990年11月21日）
- 乱馬的企画音盤III らんま1/2 DoCoファースト（1991年7月21日）
- 乱馬的企画音盤IV らんま1/2 格闘歌かるた（1991年12月21日）
- (乱馬的企画音盤V) らんま1/2 DoCo Second （1994年12月16日）
- らんま1/2 DoCoボイステープ「超無差別記者会見」（学研アニメディア1994年9月号応募者全員サービス非売品） - カセットテープ
- らんま1/2 DoCo オリジナルカラオケ（1995年1月20日）

##### キャラクターソングシングル
いずれも1991年1月21日発売
- この世でいちばん、お正月が好き【天道なびき（高山みなみ）】
- バレンタインに黒バラを【九能小太刀（島津冴子）】
- やさしい、いい娘になれない【天道あかね（日髙のり子）】
- 今夜はエイプリル・フール【早乙女乱馬（山口勝平）】
- 猫飯店メニュー・ソング【シャンプー（佐久間レイ）】
- おとうさん【天道かすみ（井上喜久子）】
- 思い出がいっぱい【DoCo、帯子】
- 魅惑のリンボーダンス【ハッピー&コロン（永井一郎&麻生美代子）、乱馬的歌劇団御一行様】
- 拝啓、あかねさん【響良牙（山寺宏一）】
- よーい・どん【天道あかね、シャンプー、久遠寺右京（鶴ひろみ）、九能小太刀】
- November Rain【らんま（林原めぐみ）】
- キャラクターズ・クリスマス【乱馬的歌劇団御一行様】

#### アレンジ・カバー曲
『らんま1/2』関係曲を、声優などがカバーしたものの一覧。企画音盤のアルバムに収録されているものが多い。

## アニメ（2024年版）
2024年6月26日、「完全新作的アニメ」と銘打って『らんま1/2』の再アニメ化が発表された。第1期は2024年10月から12月まで、日本テレビ系列にて放送された。放送期間中にはNetflixでの独占配信も実施された。第2期は2025年10月より日本テレビ系列にて放送され、第1期と同様Netflixでの独占配信も合わせて実施される予定。

### 制作（2024年版テレビアニメ）
高橋留美子の漫画作品を原作とするアニメとしては、2022年から2024年にかけてフジテレビ『ノイタミナ』枠ほかにて放送された『うる星やつら』（2022年版）に続くリメイク作品で、企画は2016年頃に始動した。アニメーション制作は『呪術廻戦』や『チェンソーマン』などを手がけたMAPPAが担当した。
監督には、『ONE PIECE』の初代シリーズディレクターなどで知られる宇田鋼之介が起用された。『うる星やつら』の大ファンだという宇田は、オファーを受けた時の第一印象について、「自分が『らんま』をやるとは夢にも思わなかった」「お話を頂いたときは『えっ！』という感じでした。自分が学生の時に熱中した高橋先生の作品だったので、自分がやることになるとはとただビックリして、それからこの人気作をどうしたら良いんだろうと悩みました」と、インタビューやイベントステージで話している。また、日経クロストレンドによるインタビューの中では、「高橋先生の作品は好きで読んでいましたし、もともとマンガ映画が好きで楽しく見られる作品を作りたいという気持ちがあるので、話をいただきプレッシャーより楽しもうという気持ちでした」「『ゲゲゲの鬼太郎』第4期に参加したときに、それまでと違うダークな雰囲気に驚きましたが、変わっていく部分があったとしても、作品の本質がきちんと表現されていれば何も問題はないと感じたことも大きかったですね」と話している。
制作方針については、「誰かが傷つくとか、死ぬとかいうことは絶対にない、みんなが純粋に楽しめる作品を作りたい」「新旧どちらのファンもみんな楽しめるような作品に仕上げていきたい」と話している。また、宇田は1989年版アニメを「仕事として見ていた世代」やそうでない世代など、様々な世代のスタッフがいる制作現場において、「スタッフのアイデアには制限をかけない」という。

「リメイクという言葉を便宜上使っていますが、実はもう僕らの中では新作をつくるつもりでいます」という宇田は、本作品の制作で大事にしていることとして、先述のインタビューで「『恋愛もの』と『格闘』」を挙げたうえで、次のように話している。
一方、1989年版アニメでは原作漫画の最終話まで映像化されておらず、そのアニメ化を望むファンの声も多い。これについて宇田は、2024年12月にシンガポールで開かれたイベントステージで「先のことは未定ですが、スタッフや関わってるみんなは原作の最終話まで行きたい（アニメ化したい）と思っています」と話しているほか、このイベントに同席したMAPPAの代表取締役社長である大塚学は、自らに決定権はないとしたうえで、「まだ映像化されていないエピソードを届けるというのは、クリエイティブチームを含め会社としても大きな目標として掲げています」としている。

#### 「原作に忠実」な作品とコンプライアンス
「原作に忠実」という部分にもこだわっており、例えば第1期のオープニングの映像に見られる乱馬とあかねの太極拳の形は、実際に太極拳の先生に取材したという。また、明るくポップな色調で作品全体の雰囲気のかわいらしさを出し、ギャグを生かすために漫画の効果音を文字で表現している。
一方で、近年コンプライアンス意識が高まっていることもあり、らんまの胸があらわになるなどといった原作にある表現をそのまま映像化することが難しくなっている部分もある。これについて小学館集英社プロダクションのプロデューサーである佐藤エミは産経新聞の取材に対し、「ただ削るのでは、原作の良さを損なってしまう」としたうえで、全て制作する前提で話を進めつつも、議論の中で現代のアニメ作品としての形にしていったという。さらに佐藤は、「時代に合わせつつ、前回のアニメで描けなかったことを含めて、原作に忠実に作ること。そこは今回、特に時間をかけた」としている。
シリーズ構成や脚本についても、宇田はインタビューの中で「1つひとつのエピソードに意味があるのであまり原作を入れ替えたくない」「ただ、時代に合わせる部分も必要で。例えば言葉遣いや“男の癖に、女の癖に”といった表現は、脚本のうえのきみこさんが違和感のないように変えてくださっています」と話している。

#### キャスティング
キャストの起用については制作陣の中で（1989年版アニメから）「続投」と「一新」で意見が割れ、監督の宇田は当初キャスト一新派だったが、ボイステストを実施後、制作陣は主要キャストの続投を決定した。宇田は「世界中のファンに染みついたキャラクターイメージを壊したくない」という点からキャスト変更の最小限化を決めたという。これにより、早乙女乱馬役の山口勝平やらんま役の林原めぐみ、天道あかね役の日髙のり子など、1989年版アニメに出演したキャストが再集結した。ナレーションは1989年版アニメで乱馬の父・早乙女玄馬を演じた緒方賢一が担当した。
宇田は声優陣について、「アフレコで僕から話したのは、演技はデフォルメを使ってほしいということと、セリフ回しなど10代であることを意識してほしいということです。キャラクターをつかんでいらっしゃるので、すぐに理解して演じてくださるのはさすがですね」と話している。
シャンプーが話す中国語のセリフは、中国出身の声優である劉セイラが監修している。

#### 映像流出事件
2024年8月、Netflixのポストプロダクション・パートナーで、字幕や吹替など作品のローカライズを行っている企業Iyunoがセキュリティ侵害を受け、本作を含む複数の映像作品がネット上に流出する事態に見舞われた。本作品は1クール分に相当する12本のエピソードが流出したとされている。

### 反響・評価（2024年版テレビアニメ）
第1期の放送開始後のファンの反応について宇田は、「第1話放送後にはSNSでもたくさんの反響をいただき、これでよかったという後押しをファンの方々からもらったような気持ちです」と話している。
アニメ!アニメ!が毎年年末に実施しているアニメ総選挙において、2024年12月に「一番好きなTVアニメは？」という題目でアンケートを実施したところ、本作品が第1位となった。

### スタッフ（2024年版テレビアニメ）
- 原作 - 高橋留美子[3]
- 監督・音響監督 - 宇田鋼之介[3]
- シリーズ構成 - うえのきみこ[3]
- キャラクターデザイン - 谷口宏美[3]
- サブキャラクターデザイン - 金田莉子、田中志穂
- プロップデザイン - 本多みゆき、小市由佳、亀谷響子
- メインアニメーター - 内藤直、青木里枝[3]、栗尾昌弘（第2期）[114]
- POPアートワーク - 北村みなみ[3]
- 美術監督 - 大川千裕[3]、林竜太（第2期）[114]
- 美術設定 - 多田周平、綱頭瑛子、竹内柚紀
- 色彩設計 - 垣田由紀子[3]
- 撮影監督 - 加納篤[3]
- 編集 - 柳圭介[3]
- 音響効果 - 長谷川卓也[3]
- 音響制作 - dugout[3]
- 選曲 - 茅原万起子[3]
- 音楽 - 和田薫[3]
- 音楽制作 - 小学館ミュージック&デジタル エンタテイメント
- 音楽プロデューサー - 大隅啓良
- チーフプロデューサー - 長谷川友紀、備前島幹人、山越寛和
- プロデューサー - 佐藤エミ、林田師博、近藤秀峰、今井蘭泉
- 制作統括 - 長谷川博哉
- アニメーションプロデューサー - 岡村耕也
- 企画プロデュース - 小学館集英社プロダクション[3]
- 制作 - MAPPA[3]
- 製作 - 「らんま1/2」製作委員会[3]

### 主題歌（2024年版テレビアニメ）
「許婚っきゅん（いいなずっきゅん）」
anoによる第1期のオープニングテーマ。作詞はあのと真部脩一、作曲は真部脩一、編曲はTAKU INOUE。
「あんたなんて。」
りりあ。による第1期のエンディングテーマ。作詞・作曲はりりあ。、編曲は羽生まゐご。

### 各話リスト（2024年版テレビアニメ）
| 第1話  | らんまが来た           | うえのきみこ | 宇田鋼之介 | 宇田鋼之介        | 小泉初栄 田中志穂                                                    | 谷口宏美 | 2024年 10月6日 |
| 第2話  | 男なんか大っ嫌い       | うえのきみこ | 宇田鋼之介 | 新井宣圭          | 金田莉子 藤田亜耶乃 柴田志朗                                         | 齊藤佳子 | 10月13日       |
| 第3話  | 好きな人がいるんだから | うえのきみこ | 松林唯人   | 松林唯人          | 山口仁七 松岡秀明 李美英                                             | 吉岡毅   | 10月20日       |
| 第4話  | 乱馬を追ってきた男     | うえのきみこ | 山崎みつえ | 篠原ぱらこ        | 岩﨑夏奈 渡邉慶子 亀谷響子 福田裕樹                                  | 大津直   | 10月27日       |
| 第5話  | かわいくねえ           | うえのきみこ | 森本育郎   | 久保太郎          | 若狭賢史 鈴木幸江 小泉初栄                                           | 谷口宏美 | 11月3日        |
| 第6話  | 黒バラの小太刀         | 安藤えりか   | 霜山朋久   | 左藤洋二          | とみながまり 金田莉子 田中志穂 本多みゆき 室井康雄                   | 吉岡毅   | 11月10日       |
| 第7話  | 熱闘新体操             | 安藤えりか   | 数井浩子   | 下司康弘          | 金田莉子 藤田亜耶乃 松岡秀明                                         | 齊藤佳子 | 11月17日       |
| 第8話  | 愛しのシャルロット     | 森江美咲     | 新井宣圭   | 新井宣圭          | 亀谷響子 柴田志朗 降籏秀吉 李美英                                    | 大津直   | 11月24日       |
| 第9話  | この手ははなさない     | 森江美咲     | 篠原ぱらこ | 篠原ぱらこ        | 岩﨑夏奈 鈴木幸江 田中志穂 本多みゆき 皆川愛香利 髙久美弥            | 谷口宏美 | 12月1日        |
| 第10話 | 死の接吻               | 森江美咲     | 松林唯人   | 平向智子 栗西祐輔 | 小泉初栄 山口仁七                                                    | 吉岡毅   | 12月8日        |
| 第11話 | 我愛你                 | うえのきみこ | 五十嵐季旺 | 五十嵐季旺        | 藤田亜耶乃 松岡秀明 田中志穂 柴田志朗 皆川愛香利 鈴木幸江 齊藤佳子   | 齊藤佳子 | 12月15日       |
| 第12話 | 必殺シャンプー         | うえのきみこ | 森本育郎   | 左藤洋二          | 髙久美弥 岩﨑夏奈 とみながまり 小野玲奈 本多みゆき 金田莉子 鈴木幸江 | 大津直   | 12月22日       |

### 放送局（2024年版テレビアニメ）
| 放送期間                                                                   | 放送時間                     | 放送局           | 対象地域       | 備考                 |
| -------------------------------------------------------------------------- | ---------------------------- | ---------------- | -------------- | -------------------- |
| 2024年10月6日 - 12月22日                                                   | 日曜 0:55 - 1:25（土曜深夜） | 日本テレビ       | 関東広域圏     | 製作参加             |
|                                                                            |                              | 青森放送         | 青森県         |                      |
|                                                                            |                              | テレビ岩手       | 岩手県         |                      |
|                                                                            |                              | 山形放送         | 山形県         |                      |
|                                                                            |                              | 山梨放送         | 山梨県         |                      |
|                                                                            |                              | 南海放送         | 愛媛県         |                      |
|                                                                            | 日曜 1:25 - 1:55（土曜深夜） | 広島テレビ       | 広島県         |                      |
|                                                                            | 日曜 1:50 - 2:20（土曜深夜） | 静岡第一テレビ   | 静岡県         |                      |
|                                                                            |                              | 四国放送         | 徳島県         |                      |
|                                                                            |                              | テレビ宮崎       | 宮崎県         | 第10話は放送されず。 |
|                                                                            | 日曜 1:55 - 2:25（土曜深夜） | 中京テレビ       | 中京広域圏     |                      |
| 2024年10月7日 - 12月23日                                                   | 月曜 1:25 - 1:55（日曜深夜） | 西日本放送       | 香川県・岡山県 |                      |
| 2024年10月8日 - 12月24日                                                   | 火曜 1:59 - 2:29（月曜深夜） | 福岡放送         | 福岡県         |                      |
| 2024年10月9日 - 12月25日                                                   | 水曜 1:29 - 1:59（火曜深夜） | 長崎国際テレビ   | 長崎県         |                      |
|                                                                            | 水曜 2:00 - 2:30（火曜深夜） | 日本海テレビ     | 鳥取県・島根県 |                      |
| 2024年10月10日 - 12月26日                                                  | 木曜 1:24 - 1:54（水曜深夜） | 高知放送         | 高知県         |                      |
|                                                                            | 木曜 1:34 - 2:04（水曜深夜） | 鹿児島読売テレビ | 鹿児島県       |                      |
|                                                                            | 木曜 1:59 - 2:29（水曜深夜） | 札幌テレビ       | 北海道         |                      |
|                                                                            |                              | 北日本放送       | 富山県         |                      |
| 2024年10月11日 - 12月27日                                                  | 金曜 0:59 - 1:29（木曜深夜） | 熊本県民テレビ   | 熊本県         |                      |
|                                                                            |                              | テレビ大分       | 大分県         |                      |
|                                                                            | 金曜 1:24 - 1:54（木曜深夜） | 秋田放送         | 秋田県         |                      |
|                                                                            | 金曜 1:29 - 1:59（木曜深夜） | テレビ新潟       | 新潟県         |                      |
|                                                                            | 金曜 1:35 - 2:07（木曜深夜） | テレビ金沢       | 石川県         |                      |
|                                                                            | 金曜 1:44 - 2:14（木曜深夜） | テレビ信州       | 長野県         |                      |
|                                                                            | 金曜 1:54 - 2:24（木曜深夜） | 山口放送         | 山口県         |                      |
| 2024年10月12日 - 12月28日                                                  | 土曜 0:30 - 0:59（金曜深夜） | 福井放送         | 福井県         |                      |
|                                                                            | 土曜 1:05 - 1:43（金曜深夜） | 読売テレビ       | 近畿広域圏     | [ 注釈 11 ]          |
|                                                                            | 土曜 1:56 - 2:26（金曜深夜） | 福島中央テレビ   | 福島県         |                      |
|                                                                            | 土曜 1:59 - 2:29（金曜深夜） | ミヤギテレビ     | 宮城県         |                      |
| 静岡第一テレビ、中京テレビ、福岡放送を除くすべての放送局で字幕放送を実施。 |                              |                  |                |                      |

| 配信開始日       | 配信時間         | 配信サイト | 備考                            |
| ---------------- | ---------------- | --- | ------------------------------- |
| 2024年10月6日    | 日曜 更新        | Netflix | 見放題配信 本放送期間中独占配信 |
| 2025年1月1日以降 | （順次配信開始） | ABEMA DMM TV dアニメストア Hulu J:COM STREAM Lemino milplus Pontaパス TELASA U-NEXT WOWOWオンデマンド アニメ放題 バンダイチャンネル ふらっと動画 | 見放題配信                      |
|                  |                  | HAPPY!動画 J:COM STREAM milplus music.jp TELASA Rakuten TV カンテレドーガ バンダイチャンネル ビデオマーケット ムービーフルPlus                   | レンタル配信                    |

### BD / DVD（2024年版テレビアニメ）
| 巻 | 発売日            | 収録話         | 規格品番     | 規格品番     |
| 巻 | 発売日            | 収録話         | BD           | DVD          |
| -- | ----------------- | -------------- | ------------ | ------------ |
| 1  | 2025年10月8日予定 | 第1話 - 第12話 | ANZX-17341/3 | ANZB-17341/3 |

| 日本テレビ 日曜 0:55 - 1:25（土曜深夜） | 日本テレビ 日曜 0:55 - 1:25（土曜深夜）                   | 日本テレビ 日曜 0:55 - 1:25（土曜深夜）                                                               |
| 前番組                                  | 番組名                                                    | 次番組                                                                                                |
| --------------------------------------- | --------------------------------------------------------- | --- |
| ザ・ファブル （2024年4月7日 - 9月29日） | らんま1/2（2024年版・第1期） （2024年10月6日 - 12月22日） | Aランクパーティを離脱した俺は、 元教え子たちと迷宮深部を目指す。（第1期） （2025年1月12日 - 6月29日） |

## テレビドラマ
日本テレビの製作でテレビドラマ化。2011年12月9日に日本テレビ系列の『金曜スーパープライム』枠で、約2時間の単発スペシャルドラマとして放送された。視聴率は7.9%。
テレビドラマ『ROOKIES』を手がけたいずみ吉紘が脚本を担当。オリジナルストーリーとして制作された本作品は、マダム・カマンベール率いる謎の組織と乱馬による和風男溺泉の鍵を巡る争奪戦を描く単行本8巻のパラレルワールド作品である。
主演（天道あかね役）には『らんま1/2』のファンだという新垣結衣が選ばれた。役作りで自らのロングヘアをばっさりカットしたが、その際新垣は「原作のあかねの長さですか？アニメのあかねの長さですか？」と相談し、原作のイメージに合わせたという。

### キャスト（テレビドラマ）
- 天道あかね - 新垣結衣[131]
- 早乙女乱馬 - 賀来賢人（男Ver.）[131] / 夏菜（女Ver.）[131]
- 九能帯刀 - 永山絢斗[132]
- 天道なびき - 西山茉希[132]
- 五寸釘光 - 金井勇太[132]
- 天道かすみ - 長谷川京子[131]
- 小乃東風 - 谷原章介[131]
- 小蒲田加毛依 - 田山涼成[132]
- 鎌鼬 - 渋江譲二
- 早乙女玄馬 - 古田新太[131]
- 天道早雲 - 生瀬勝久[131]
- 我妻三輪子、吉田優華、中島妙子、谷本峰、林初実、薄井伸一、松本春姫、松井晶煕、大沼遼平

### スタッフ（テレビドラマ）
- ナレーション - 永井一郎
- アイパートナー（副音声） - 石丸博也
- 原作 - 高橋留美子[130]
- 脚本 - いずみ吉紘[130]
- 演出 - 西村了[130]
- 音楽 - 吉川慶
- スタントコーディネーター - 川澄朋章
- 剣道指導 - 山形奈美
- 特殊造形 - 藤原カクセイ
- 技術協力 - NiTRo
- スタジオ - 日活撮影所
- チーフプロデューサー - 森實陽三[130]
- プロデュース - 高明希[130]、遠藤正累[130]
- 制作プロダクション - 日テレアックスオン[130]
- 製作著作 - 日本テレビ[130]

### 主題歌（テレビドラマ）
- 9nine 「チクタク☆2NITE」[133]

### 放送局（テレビドラマ）
| 放送日                               | 放送時間           | 放送局                                       | 対象地域 | 備考                       |
| ------------------------------------ | ------------------ | -------------------------------------------- | -------- | -------------------------- |
| 2011年12月9日                        | 金曜 19:00 - 20:54 | 日本テレビ（製作局）ほか系列フルネット全27局 | 日本国内 | 『金曜スーパープライム』枠 |
|                                      |                    | 福井放送                                     | 福井県   | 『金曜スーパープライム』枠 |
| 全放送局で字幕放送と解説放送を実施。 |                    |                                              |          |                            |

### 関連商品（テレビドラマ）

#### 書籍（テレビドラマ）
テレビドラマに関連する原作漫画のエピソードを収録した『らんま1/2 〜TVドラマ記念・よりぬき完全版〜』が、2011年12月1日に発売された。
- 高橋留美子 『らんま1/2 〜TVドラマ記念・よりぬき完全版〜』 小学館〈少年サンデーコミックススペシャル〉、全2巻
  1. 上巻 2011年12月1日発売、ISBN 978-4-09-123475-9
  2. 下巻 2011年12月1日発売、ISBN 978-4-09-123476-6

#### DVD / BD（テレビドラマ）
- 「らんま1/2」DVD・Blu-ray（2012年3月21日発売）[135]

## ゲーム作品
- らんま1/2
  - ゲームボーイ <パズルゲーム> （1990年7月28日）
- らんま1/2
  - PCエンジン CD-ROM² <アクションゲーム> （1990年12月7日）
- らんま1/2 飛龍伝説
  - PC-9800シリーズ <アドベンチャーゲーム> （1991年12月20日） / MSXturboR （1992年6月12日）
- らんま1/2 とらわれの花嫁
  - PCエンジン CD-ROM² <アドベンチャーゲーム> （1991年12月6日）
- らんま1/2 町内激闘篇
  - スーパーファミコン <格闘ゲーム> （1992年3月27日）
- らんま1/2 熱烈格闘編
  - ゲームボーイ <アクションアドベンチャーゲーム> （1992年7月17日）
- らんま1/2 打倒、元祖無差別格闘流!
  - PCエンジン CD-ROM²・SUPER CD-ROM²両対応 <格闘ゲーム> （1992年10月2日）
- らんま1/2 爆烈乱闘篇
  - スーパーファミコン <格闘ゲーム> （1992年12月25日）
- らんま1/2 白蘭愛歌
  - メガCD <アドベンチャーゲーム> （1993年4月23日）
- らんま1/2 格劇問答!!
  - ゲームボーイ <クイズ・RPG> （1993年8月6日）
- らんま1/2 朱猫団的秘宝
  - スーパーファミコン <RPG> （1993年10月22日）
- らんま1/2 超技乱舞篇
  - スーパーファミコン <格闘ゲーム> （1994年4月28日）
- らんま1/2 奥義邪暗拳
  - スーパーファミコンと PC-9801 <パズルゲーム> （1995年7月21日）
- らんま1/2 バトルルネッサンス
  - PlayStation <格闘ゲーム> （1996年12月6日）

## パチンコ
- 『フィーバーらんま1/2』（SANKYO）
- 『羽根らんま1/2』（SANKYO）

## その他
- 小林よしのり作の『おぼっちゃまくん』の主人公、御坊茶魔と『週刊少年サンデー』誌上でコラボレーションも果たしている。同誌1990年42号の表紙は、らんま（女）が茶魔を抱っこしているという図柄で、『おぼっちゃまくん』の特別読みきりが掲載された。しかし小林は、本作のファンから嫉妬が大半の不興を買っているとして、『おこっちゃまくん』（宝島連載版）で、本作のファンを激しく批判したことがある。『おぼっちゃまくん』のアニメ版は、一時期本作のアニメ版の裏番組であった。
- 2024年7月、水族館の水槽から新種のタナイス目甲殻類が発見され、雌雄同体であることから、「らんま1/2」の早乙女乱馬に因んで「ランマ」アプセウデスと命名された[136]。